# Lomanella balooki
Lomanella balooki is een hooiwagen uit de familie Triaenonychidae.